# 梅萨比人

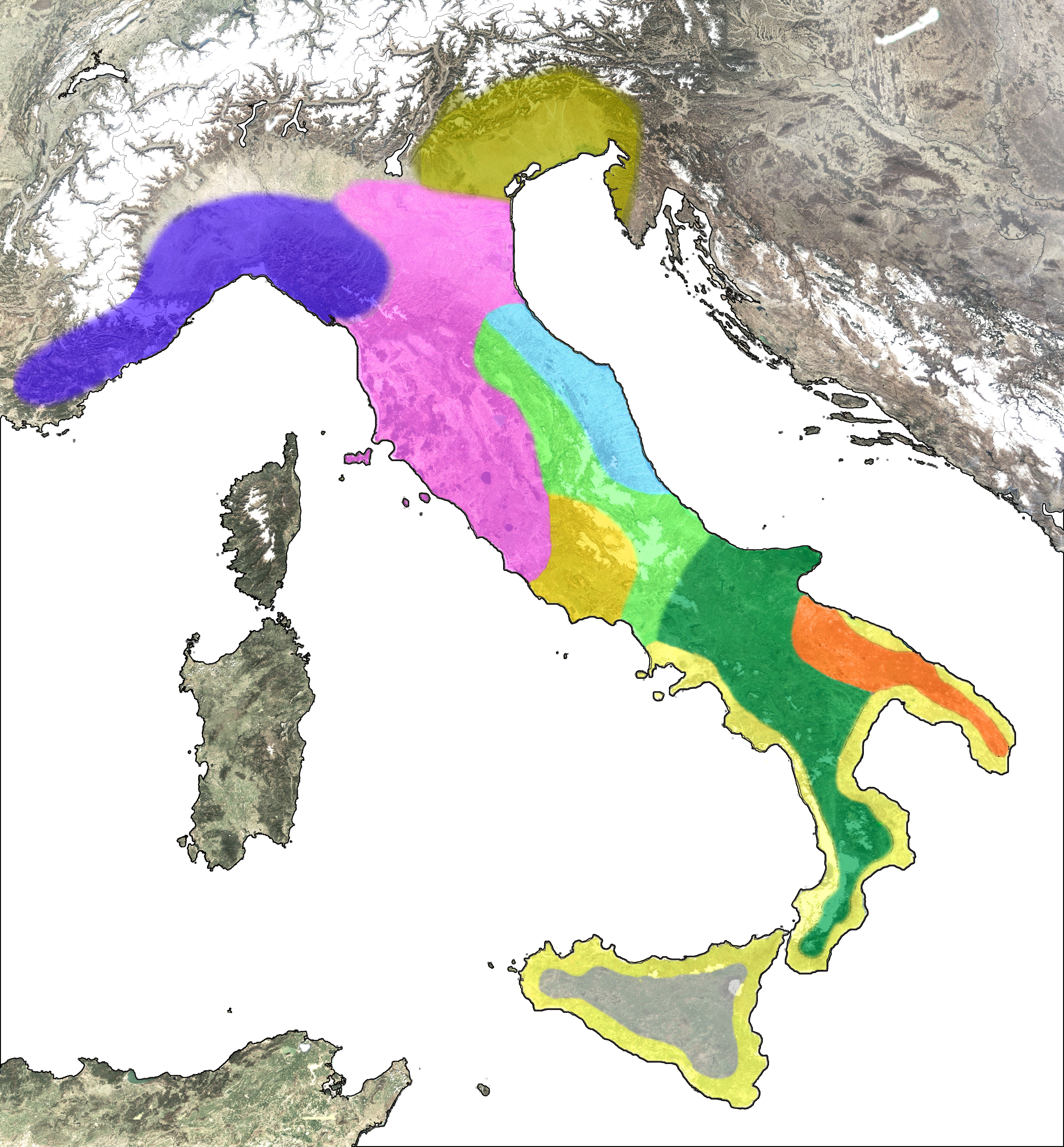
罗马征服之前亚平宁半岛及西西里岛上的古代民族
利古里亚人
维内蒂人
伊特拉斯坎人
Picenum
翁布里人
拉丁人
奥斯坎人
梅萨比人
希腊人

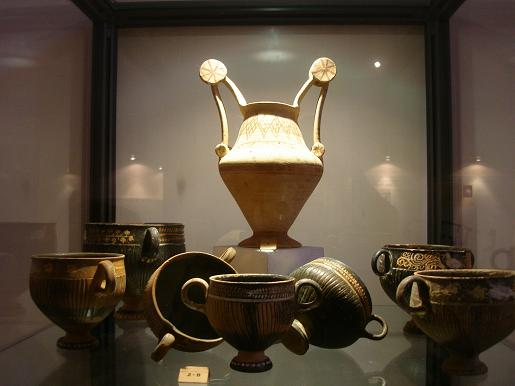
梅萨比陶器，现收藏于布林迪西省奥里亚考古博物馆

梅萨比人（拉丁語：Messapii）是历史上印欧人的一个族群，生活在亚平宁半岛的东南部（今天的普利亚），使用梅萨比语。为雅皮吉人的一支，另外两支雅皮吉人分别是道尼人和普切蒂人。

## 历史
关于梅萨比人的起源仍有争议，最普遍的理论是从伊利里亚渡海而来。